# 倶難
倶難（ぐなん、生没年不詳）は、五胡十六国時代前秦の軍人。金城郡の出身。弟に前秦の右将軍倶石子。前秦の勢力拡大に貢献したが、最後は東晋に大敗した罪を問われ、庶人に落とされた。

## 生涯
前秦に仕え、後将軍に任じられていた。
建元7年（371年）3月、桃山に拠っていた東晋の蘭陵郡太守張閔子を攻めたが、東晋の大司馬桓温が兵を繰り出した兵に敗れて退却した。後に并州刺史に任じられた。
建元12年（376年）10月、苻堅は北討大都督苻洛に幽州兵10万を与えて代王の拓跋什翼犍を攻撃させた。倶難は前将軍朱肜・尚書趙遷・尚書李柔・鎮軍将軍鄧羌・前禁将軍張蚝・右禁将軍郭慶らと共に歩兵騎兵合わせて20万を率いて苻洛軍と合流した。前秦軍は迎え撃ってきた拓跋什翼犍を撃破して弱水に後退させ、さらに追撃を掛けて窘迫に近づくと、拓跋什翼犍は陰山まで軍を退いた。12月、代国内で内乱が起こり、拓跋什翼犍は息子の拓跋寔君に殺害された。これを好機として前秦軍は雲中へ急行すると、瞬く間に代を制圧した。
建元14年（378年）7月、苻堅の命により、倶難は右禁将軍毛盛・洛州刺史邵保らと共に歩騎7万を率いて淮陽・盱眙に侵攻した。
建元15年（379年）2月、倶難は淮陰を攻略すると、邵保にこれを守らせ、自らは彭城を占拠していた彭超と合流した。
4月、毛当・王顕が2万の兵を率いて襄陽から援軍にやってくると、倶難はこれと軍を合わせて淮南へ侵攻した。
5月、倶難らは盱眙を攻略し、建威将軍・高密内史毛璪之を捕らえた。さらに前秦軍は侵攻を続け、6万の兵で幽州刺史田洛の守る三阿を包囲した。広陵からわずか百里の距離であったので、東晋朝廷は大震し、長江に臨んで守備兵を陳列すると共に、征虜将軍謝石に水軍を与えて塗中に駐屯させた。
兗州刺史謝玄は3万の兵を率いて広陵より三阿救援に向かい、白馬塘まで進軍した。これに対し、倶難は配下の都顔に騎兵を与えて謝玄の迎撃に向かわせたが、塘西において都顔は敗戦を喫して戦死した。謝玄は三阿まで軍を進めると、倶難・彭超はこれを迎え撃つも敗戦を喫し、盱眙まで後退して守りを固めた。
6月、謝玄は軍を石梁まで進めると、田洛に兵5万を与えて盱眙を攻撃させた。倶難・彭超はこれに再び敗戦を喫し、さらに淮陰まで軍を後退させた。謝玄は何謙・督護諸葛侃に水軍を与えて上流へと向かわせ、その夜には淮水に掛かる淮橋を焼き払い、またも倶難らを撃った。倶難らは再び敗れて邵保が戦死し、さらに淮北まで後退した。謝玄は何謙・戴逯・田洛と共にこれを追撃し、倶難らは君川において追いつかれてまたも大敗を喫した。倶難・彭超は北へ逃走し、辛うじて逃げ果たした。倶難は今回の失態を全て彭超一人に押し付け、彼の司馬である柳渾を処断した。
7月、敗戦の報を聞いた苻堅は激怒し、檻車を送って彭超を廷尉に下した。彭超は自害し、倶難は爵位を削られて庶人に落された。
これ以後、倶難の行跡は史書に記されていない。

## 関連事項
- 前秦
- 東晋
- 苻堅
- 彭超
- 謝玄
- 五胡十六国時代の人物一覧